# Liste des épouses des souverains de Bavière
Cet article donne la liste des épouses des souverains de Bavière.
Il y eut trois sortes de souveraines de Bavière : les duchesses, les électrices et les reines. La première souveraine de Bavière est Vuldetrade au VIe siècle, la dernière est Marie-Thérèse de Modène de 1913 à 1918.

## Agilolfing (555-788)
| Nom (dates)                      | Époux                                                                                                 | Titres                                                                    | Eléments biographiques |
| -------------------------------- | --- | ------------------------------------------------------------------------- | --- |
| Vuldetrade (531-572)             | - Thibaut (mariage en 552) - Clotaire Ier (mariage en 555) - Garibald Ier de Bavière (mariage en 556) | - Reine des Francs (552-555 puis 555-556) - Duchesse de Bavière (556-572) | - Princesse lombarde. Fille de Waccho et d'Austricuse. - Mère de Gondovald, de Tassilon Ier de Bavière, de Théodelinde de Bavière, de Gundoald d'Asti et de Romilda de Frioul. |
| Gleisnod de Frioul               | - Théodon Ier de Bavière                                                                              | - Duchesse de Bavière (640-680)                                           | |
| Hiltrude (715-754)               | - Odilon de Bavière (mariage en 741)                                                                  | - Duchesse de Bavière (741-748) - Régente de Bavière (748-754)            | - Princesse arnulfienne. Fille de Charles Martel et de Rotrude. - Mère de Tassilon III de Bavière.                                                                             |
| Liutberge de Lombardie (715-793) | - Tassilon III de Bavière (mariage en 763)                                                            | - Duchesse de Bavière (763-788)                                           | - Princesse lombarde. Fille de Didier de Lombardie et d'Ansia. |

## Carolingiens (788-907)
| Portrait | Nom (dates)                     | Époux                                                                       | Titres | Eléments biographiques |
| -------- | ------------------------------- | --------------------------------------------------------------------------- | --- | --- |
|          | Fastrade de Franconie (765-794) | - Charlemagne (mariage en 783)                                              | - Reine des Francs et des Lombards (783-794) - Reine de Bavière (788-794)                                                    | - Fille de Radulf. - Mère de Théodrade. |
|          | Luitgarde d'Alémanie (776-800)  | - Charlemagne (mariage en 794)                                              | - Reine des Francs, des Lombards et de Bavière (794-800)                                                                     | - Princesse étichonide. Fille de Luitfrid II de Sundgau et d'Hiltrude de Wormsgau.                                                                                             |
|          | Ermengarde de Hesbaye (778-818) | - Louis le Pieux (mariage en 794)                                           | - Reine d'Aquitaine (794-814) - Impératrice d'Occident et reine des Francs (800-818) - Reine de Bavière (814-817)            | - Princesse robertienne. Fille d'Enguerrand de Hesbaye. - Mère de Lothaire Ier, de Pépin Ier d'Aquitaine, d'Hildegarde et de Louis II le Germanique.                           |
|          | Emma de Bavière (808-876)       | - Louis II le Germanique (mariage en 827)                                   | - Reine de Bavière (827-876) - Reine de Francie occidentale (843-876)                                                        | - Princesse welf. Fille de Welf Ier et d'Heilwige de Saxe. - Mère d'Hildegarde, de Carloman de Bavière, d'Irmengarde de Chiemsee, de Louis le Jeune et de Charles III le Gros. |
|          | Liutgarde de Saxe (845-885)     | - Louis le Jeune (mariage en 874) - Burchard Ier de Souabe (mariage en 882) | - Reine de Francie occidentale (876-882) - Reine de Bavière (880-882) - Duchesse de Souabe (909-911)                         | - Princesse brunonide. Fille de Liudolf de Saxe et d'Oda de Billung. - Mère de Burchard II de Souabe.                                                                          |
|          | Richarde de Souabe (840-906)    | - Charles III le Gros (mariage en 862)                                      | - Reine de Germanie (876-887) - Impératrice d'Occident (881-887) - Reine de Bavière (882-887) - Abbesse de l'abbaye d'Andlau | - Fille d'Erchanger de Souabe. |
|          | Oda (874-903)                   | - Arnulf de Carinthie (mariage en 888)                                      | - Reine de Germanie et de Bavière (888-899) - Impératrice d'Occident et reine d'Italie (996-999)                             | - Princesse conradienne. Fille d'Udo de Neustrie et de Judith de Bourgogne. - Mère de Louis IV de Germanie.                                                                    |

## Luitpoldides (907-947, 983-985)
| Nom (dates)                 | Époux                                        | Titres                          | Eléments biographiques |
| --------------------------- | -------------------------------------------- | ------------------------------- | --- |
| Judith de Sulichgau (888-?) | - Arnulf Ier de Bavière (mariage en 910/915) | - Duchesse de Bavière (910-937) | - Princesse unrochide. Fille d'Évrard de Sulichgau et d'Ermentrude. - Mère d'Eberhard de Bavière, d'Arnulf II de Bavière, de Judith de Bavière, de Berchtold Ier de Nordgau et de Léopold Ier de Babenberg. |

## Ottoniens (947-982, 985-1004, 1009-1017)
| Portrait | Nom (dates)                        | Époux                                       | Titres | Eléments biographiques |
| -------- | ---------------------------------- | ------------------------------------------- | --- | --- |
|          | Judith de Bavière (925-987)        | - Henri Ier de Bavière (mariage en 937/940) | - Duchesse de Bavière (947-955) - Régente de Bavière (955-?)                                                                                       | - Princesse luitpoldide. Fille d'Arnulf Ier de Bavière et de Judith de Sulichgau. - Mère d'Henri II de Bavière.                                |
|          | Gisèle de Bourgogne (950-1007)     | - Henri II de Bavière (mariage en 972)      | - Duchesse de Bavière (972-976, 985-995) | - Princesse rodolphienne. Fille de Conrad III de Bourgogne et d'Adélaïde de Bellay. - Mère d'Henri II du Saint-Empire et de Gisèle de Bavière. |
|          | Cunégonde de Luxembourg (975-1033) | - Henri II du Saint-Empire (mariage en 999) | - Duchesse de Bavière (999-1004, 1009-1017) - Reine de Germanie (1002-1024) - Reine d'Italie (1004-1024) - Impératrice du Saint-Empire (1014-1024) | - Princesse de la Maison de Luxembourg. Fille de Sigefroid de Luxembourg et d'Hedwige de Nordgau.                                              |

## Dynastie franconienne (1026-1042, 1047-1049, 1053-1061, 1077-1096)
| Portrait | Nom (dates)                        | Époux                                                             | Titres | Eléments biographiques |
| -------- | ---------------------------------- | ----------------------------------------------------------------- | --- | --- |
|          | Gunhild de Danemark (1020-1038)    | - Henri III du Saint-Empire (mariage en 1036)                     | - Reine de Germanie et duchesse de Bavière (1036-1038) | - Princesse de la Maison de Jelling. Fille de Knut le Grand et d'Emma de Normandie. |
|          | Agnès de Poitiers (1020/1030-1077) | - Henri III du Saint-Empire (mariage en 1043)                     | - Duchesse de Souabe (1043-1045) - Reine de Germanie (1043-1056) - Impératrice du Saint-Empire (1046-1056) - Duchesse de Bavière (1047-1049) - Régente du Saint-Empire (1056-1062) | - Princesse de la Maison de Poitiers-Aquitaine. Fille de Guillaume V d'Aquitaine et d'Agnès de Bourgogne. - Mère de Mathilde de Franconie, d'Henri IV du Saint-Empire, de Conrad II de Bavière et de Judith de Franconie. |
|          | Berthe de Turin (1051-1087)        | - Henri IV du Saint-Empire (mariage en 1066)                      | - Reine de Germanie (1066-1087) - Duchesse de Bavière (1077-1087) - Impératrice du Saint-Empire (1084-1087)                                                                        | - Princesse de la Maison de Savoie. Fille d'Othon Ier de Savoie et d'Adélaïde de Suse. - Mère d'Agnès de Franconie, de Conrad de Basse-Lotharingie et d'Henri V du Saint-Empire.                                          |
|          | Adélaïde de Kiev (1071-1109)       | - Henri III de Stade - Henri IV du Saint-Empire (mariage en 1089) | - Comtesse de Stade (1082-1087) - Impératrice du Saint-Empire, reine de Germanie et duchesse de Bavière (1089-1095)                                                                | - Princesse riourikide. Fille de Vsevolod Ier de Kiev. |

## Ezzonides (1049-1053)
| Nom (dates)                    | Époux                                          | Titres                                                          | Eléments biographiques                                                             |
| ------------------------------ | ---------------------------------------------- | --------------------------------------------------------------- | ---------------------------------------------------------------------------------- |
| Judith de Schweinfurt (?-1104) | - Conrad Ier de Bavière - Boson de Pottenstein | - Dame de Zutphen (1033-1042) - Duchesse de Bavière (1049-1053) | - Princesse luitpoldide. Fille d'Otton III de Schweinfurt et d'Ermengarde de Suze. |

## Maison de Nordheim (1061-1070)
| Portrait | Nom (dates)                      | Époux                                                       | Titres                                                                                  | Eléments biographiques                                                        |
| -------- | -------------------------------- | ----------------------------------------------------------- | --------------------------------------------------------------------------------------- | ----------------------------------------------------------------------------- |
|          | Richenza de Nordheim (1025-1083) | - Hermann III de Werl - Otton de Nordheim (mariage en 1050) | - Comtesse de Werl - Comtesse de Nordheim (1050-1083) - Duchesse de Bavière (1061-1070) | - Princesse ezzonide. Fille d'Otton II de Souabe. - Mère d'Henri de Nordheim. |

## Welf (1070-1077, 1096-1139, 1156-1180)
| Portrait | Nom (dates)                         | Époux                                                                              | Titres | Eléments biographiques |
| -------- | ----------------------------------- | ---------------------------------------------------------------------------------- | --- | --- |
|          | Judith de Flandre (1033-1094)       | - Tostig Godwinson (mariage en 1051) - Welf Ier de Bavière (mariage en 1071)       | - Comtesse de Northumbrie (1055-1065) - Duchesse de Bavière (1071-1077)                                                       | - Princesse de la Maison de Flandre. Fille de Baudouin IV de Flandre et d'Éléonore de Normandie. - Mère de Welf II de Bavière et d'Henri IX de Bavière.                                                     |
|          | Wulfhilde de Saxe (1075-1126)       | - Henri IX de Bavière (mariage en 1095)                                            | - Duchesse de Bavière (1120-1126)                                                                                             | - Princesse de la Famille Billung. Fille de Magnus Ier de Saxe et de Sophie de Hongrie. - Mère de Judith de Bavière, d'Henri X de Bavière, de Conrad de Bavière et de Welf VI.                              |
|          | Gertrude de Saxe (1115-1143)        | - Henri X de Bavière (mariage en 1127) - Henri II d'Autriche (mariage en 1142)     | - Duchesse de Bavière (1127-1139) - Duchesse de Saxe et margravine de Toscane (1137-1139) - Margravine d'Autriche (1142-1143) | - Princesse de la Maison de Supplinbourg. Fille de Lothaire de Supplinbourg et de Richenza de Nordheim. - Mère d'Henri XII de Bavière.                                                                      |
|          | Clémence de Zähringen (?-1167/1173) | - Henri XII de Bavière (mariage en 1147) - Humbert III de Savoie (mariage en 1164) | - Duchesse de Saxe (1147-1162) - Duchesse de Bavière (1156-1162) - Comtesse de Savoie (1164-1167/1173)                        | - Princesse de la Maison de Zähringen. Fille de Conrad Ier de Zähringen et de Clémence de Luxembourg-Namur. - Mère de Gertrude de Bavière et d'Alix de Savoie.                                              |
|          | Mathilde d'Angleterre (1156-1189)   | - Henri XII de Bavière (mariage en 1168)                                           | - Duchesse de Saxe (1168-1189) - Duchesse de Bavière (1168-1180)                                                              | - Princesse de la Maison Plantagenêt. Fille d’Henri II d'Angleterre et d’Aliénor d'Aquitaine. - Mère de Mathilde de Saxe, d'Henri IV du Palatinat, d'Otton IV du Saint-Empire et de Guillaume de Lunebourg. |

## Maison de Babenberg (1139-1141, 1143-1156)
| Portrait | Nom (dates)                 | Époux                                                                              | Titres | Eléments biographiques |
| -------- | --------------------------- | ---------------------------------------------------------------------------------- | --- | --- |
|          | Marie de Bohême (1124-1172) | - Léopold Ier de Bavière (mariage en 1138) - Hermann III de Bade (mariage en 1142) | - Margravine d'Autriche (1138-1141) - Duchesse de Bavière (1139-1141) - Margravine de Bade (1142-1160) - Margravine de Vérone (1151-1160) | - Princesse přemyslide. Fille de Sobeslav Ier de Bohême et d'Adélaïde de Hongrie.                                                      |
|          | Théodora Comnène (?-1184)   | - Henri II d'Autriche (mariage en 1148)                                            | - Margravine (1148-1156) puis duchesse d'Autriche (1156-1177) - Duchesse de Bavière (1148-1156)                                           | - Princesse de la Maison Comnène. Fille d'Andronic Comnène et d'Irène Aineidasa. - Mère de Léopold V d'Autriche et d'Agnès d'Autriche. |

## Maison de Hohenstaufen (1141-1143)
| Portrait | Nom (dates)                      | Époux                                          | Titres                                                            | Eléments biographiques |
| -------- | -------------------------------- | ---------------------------------------------- | ----------------------------------------------------------------- | --- |
|          | Gertrude de Sulzbach (1110-1146) | - Conrad III de Hohenstaufen (mariage en 1136) | - Reine de Germanie (1138-1146) - Duchesse de Bavière (1141-1143) | - Princesse de la Maison de Soulzbach. Fille de Bérenger II de Soulzbach et d'Adelheid de Wolfratshausen. - Mère d'Henri-Bérenger de Hohenstaufen et de Frédéric IV de Souabe. |

## Maison de Wittelsbach (1180-1918)

### Duché de Bavière (1180-1623)

#### Bavière unie (1180-1255)
| Portrait | Nom (dates)                      | Époux                                                                              | Titres | Eléments biographiques |
| -------- | -------------------------------- | ---------------------------------------------------------------------------------- | --- | --- |
|          | Agnès de Looz (1150-1191)        | - Othon Ier de Bavière (mariage en 1157)                                           | - Duchesse de Bavière (1180-1183) - Régente de Bavière (1183-1191)                                                   | - Princesse de la Maison de Looz. Fille de Louis Ier de Looz et d'Agnès de Metz. - Mère de Louis Ier de Bavière et de Richardis de Wittelsbach.          |
|          | Ludmilla de Bohême (1170-1240)   | - Adalbert III de Bogen (mariage en 1184) - Louis Ier de Bavière (mariage en 1204) | - Comtesse de Bogen (1184-1197) - Duchesse de Bavière (1204-1231) - Abbesse de l'abbaye de Seligenthal (1232-1240)   | - Princesse přemyslide. Fille de Frédéric Ier de Bohême et d'Élisabeth de Hongrie. - Mère d'Othon II de Bavière.                                         |
|          | Agnès du Palatinat (1201-1267)   | - Othon II de Bavière (mariage en 1222)                                            | - Comtesse palatine du Rhin (1227-1253) - Duchesse de Bavière (1231-1253)                                            | - Princesse welf. Fille d'Henri IV du Palatinat et d'Agnès de Staufen. - Mère d'Élisabeth de Bavière, de Louis II de Bavière et d'Henri XIII de Bavière. |
|          | Élisabeth de Hongrie (1236-1271) | - Henri XIII de Bavière (mariage en 1250)                                          | - Co-duchesse de Bavière et co-comtesse palatine du Rhin (1253-1255) - Duchesse de Basse-Bavière (1255-1271)         | - Princesse Árpád. Fille de Béla IV de Hongrie et de Marie Lascaris. - Mère d'Othon III de Bavière, de Louis III de Bavière et d'Étienne Ier de Bavière. |
|          | Marie de Brabant (1226-1256)     | - Louis II de Bavière (mariage en 1254)                                            | - Co-duchesse de Bavière (1254-1255) - Duchesse de Haute-Bavière (1255-1256) - Comtesse palatine du Rhin (1254-1256) | - Princesse de la Famille des Régnier. Fille d'Henri II de Brabant et de Marie de Souabe.                                                                |

#### Bavière divisée (1255-1340)

##### Haute-Bavière (1255-1340)
| Portrait | Nom (dates)                          | Époux                                             | Titres | Eléments biographiques |
| -------- | ------------------------------------ | ------------------------------------------------- | --- | --- |
|          | Marie de Brabant (1226-1256)         | - Louis II de Bavière (mariage en 1254)           | - Co-duchesse de Bavière (1254-1255) - Duchesse de Haute-Bavière (1255-1256) - Comtesse palatine du Rhin (1254-1256) | - Princesse de la Famille des Régnier. Fille d'Henri II de Brabant et de Marie de Souabe. |
|          | Anne de Głogów (1250-1271)           | - Louis II de Bavière (mariage en 1260)           | - Duchesse de Haute-Bavière et comtesse palatine du Rhin (1260-1271) | - Princesse de la Maison Piast. Fille de Conrad II de Głogów et de Salomé de Grande Pologne. |
|          | Mathilde de Habsbourg (1251-1304)    | - Louis II de Bavière (mariage en 1273)           | - Duchesse de Haute-Bavière et comtesse palatine du Rhin (1273-1294) | - Princesse de la Maison de Habsbourg. Fille de Rodolphe Ier de Habsbourg et de Gertrude de Hohenberg. - Mère de Rodolphe Ier du Palatinat, de Mathilde de Bavière et de Louis IV du Saint-Empire.                                                         |
|          | Mathilde de Nassau (1280-1323)       | - Rodolphe Ier du Palatinat (mariage en 1294)     | - Duchesse (1294-1302) puis co-duchesse (1302-1317) de Haute-Bavière - Comtesse palatine du Rhin (1294-1317) | - Princesse de la Maison de Nassau. Fille d'Adolphe de Nassau et d'Imagine d'Isembourg-Limbourg. - Mère d'Adolphe Ier du Palatinat, de Rodolphe II du Palatinat et de Robert Ier du Palatinat.                                                             |
|          | Béatrice de Świdnica (1290-1322)     | - Louis IV du Saint-Empire (mariage en 1308/1311) | - Co-duchesse (1308/1311-1317) puis duchesse (1317-1322) de Haute-Bavière - Reine de Germanie (1314-1322) | - Princesse de la Maison Piast. Fille de Bolko Ier de Świdnica et de Béatrice d'Ascanie. - Mère de Louis V de Bavière et d'Étienne II de Bavière. |
|          | Marguerite II de Hainaut (1311-1356) | - Louis IV du Saint-Empire (mariage en 1324)      | - Reine de Germanie (1324-1347) - Duchesse de Haute-Bavière (1324-1340) - Duchesse de Bavière (1340-1347) - Impératrice du Saint-Empire (1328-1347) - Comtesse de Hollande (de plein droit, 1345-1354) - Comtesse de Hainaut (de plein droit, 1345-1356) | - Princesse de la Maison d'Avesnes. Fille de Guillaume Ier de Hainaut et de Jeanne de Valois. - Mère d'Élisabeth de Bavière, de Louis VI de Bavière, de Guillaume III de Hainaut, d'Albert Ier de Hainaut, d'Othon V de Bavière et de Béatrice de Bavière. |

##### Basse-Bavière (1255-1340)
| Portrait | Nom (dates)                       | Époux                                                                                 | Titres | Eléments biographiques |
| -------- | --------------------------------- | ------------------------------------------------------------------------------------- | --- | --- |
|          | Élisabeth de Hongrie (1236-1271)  | - Henri XIII de Bavière (mariage en 1250)                                             | - Co-duchesse de Bavière et co-comtesse palatine du Rhin (1253-1255) - Duchesse de Basse-Bavière (1255-1271)                                 | - Princesse Árpád. Fille de Béla IV de Hongrie et de Marie Lascaris. - Mère d'Othon III de Bavière, de Louis III de Bavière et d'Étienne Ier de Bavière.          |
|          | Isabelle de Lorraine (1272-1335)  | - Louis III de Bavière (mariage en 1287) - Henri III de Vaudémont (mariage en 1306)   | - Duchesse de Basse-Bavière (1290-1296) - Comtesse de Vaudémont (1306-1335)                                                                  | - Princesse de la Maison de Lorraine. Fille de Ferry III de Lorraine et de Marguerite de Champagne. - Mère de Marguerite de Vaudémont et d'Henri IV de Vaudémont. |
|          | Judith de Świdnica (1285/87-1320) | - Étienne Ier de Bavière (mariage en 1297)                                            | - Co-duchesse de Basse-Bavière (1297-1310)                                                                                                   | - Princesse de la Maison Piast. Fille de Bolko Ier de Świdnica et de Béatrice d'Ascanie. - Mère d'Henri XIV de Bavière et d'Othon IV de Bavière.                  |
|          | Agnès de Głogów (1293/96-1361)    | - Othon III de Bavière (mariage en 1309)                                              | - Co-duchesse (1309-1310) puis duchesse (1310-1312) de Basse-Bavière                                                                         | - Princesse de la Maison Piast. Fille d'Henri III de Głogów et de Mathilde de Brunswick. - Mère d'Henri XV de Bavière.                                            |
|          | Marguerite de Bohême (1313-1341)  | - Henri XIV de Bavière (mariage en 1328)                                              | - Co-duchesse de Basse-Bavière (1328-1339)                                                                                                   | - Princesse de la Maison de Luxembourg. Fille de Jean Ier de Bohême et d'Élisabeth de Bohême. - Mère de Jean Ier de Bavière.                                      |
|          | Anne de Habsbourg (1318-1343)     | - Henri XV de Bavière (mariage en 1326/1328) - Jean-Henri de Goritz (mariage en 1336) | - Co-duchesse de Basse-Bavière (1326/1328-1333) - Comtesse de Goritz (1336-1338) - Abbesse du couvent de Sainte-Claire de Vienne (1340-1343) | - Princesse de la Maison de Habsbourg. Fille de Frédéric III le Bel et d'Isabelle d'Aragon.                                                                       |
|          | Richardis de Juliers (1314-1360)  | - Othon IV de Bavière (mariage en 1330) - Engelbert III de La Marck (mariage en 1354) | - Co-duchesse de Basse-Bavière (1330-1334) - Comtesse de La Marck (1354-1360)                                                                | - Princesse de la Maison de Hengebach. Fille de Guillaume V de Juliers et de Jeanne de Hainaut.                                                                   |

#### Bavière unie (1340-1349)
| Portrait | Nom (dates)                          | Époux                                                                            | Titres | Eléments biographiques |
| -------- | ------------------------------------ | -------------------------------------------------------------------------------- | --- | --- |
|          | Marguerite II de Hainaut (1311-1356) | - Louis IV du Saint-Empire (mariage en 1324)                                     | - Reine de Germanie (1324-1347) - Duchesse de Haute-Bavière (1324-1340) - Duchesse de Bavière (1340-1347) - Impératrice du Saint-Empire (1328-1347) - Comtesse de Hollande (de plein droit, 1345-1354) - Comtesse de Hainaut (de plein droit, 1345-1356) | - Princesse de la Maison d'Avesnes. Fille de Guillaume Ier de Hainaut et de Jeanne de Valois. - Mère d'Élisabeth de Bavière, de Louis VI de Bavière, de Guillaume III de Hainaut, d'Albert Ier de Hainaut, d'Othon V de Bavière et de Béatrice de Bavière. |
|          | Marguerite de Carinthie (1318-1369)  | - Jean-Henri de Moravie (mariage en 1330) - Louis V de Bavière (mariage en 1341) | - Comtesse de Tyrol (de plein droit, 1335-1363) - Margravine de Brandebourg (1341-1351) - Co-duchesse de Bavière (1347-1349) - Co-duchesse (1349-1351) puis duchesse de Haute-Bavière (1351-1361)                                                        | - Princesse de la Maison de Goritz. Fille d'Henri de Goritz et d'Adélaïde de Brunswick-Grubenhagen. - Mère de Meinhard III de Bavière. |
|          | Élisabeth de Sicile (1310-1349)      | - Étienne II de Bavière (mariage en 1329)                                        | - Co-duchesse de Bavière (1347-1349) | - Princesse de la Maison de Barcelone. Fille de Frédéric II de Sicile et d'Éléonore d'Anjou. - Mère d'Étienne III de Bavière, de Frédéric de Bavière et de Jean II de Bavière.                                                                             |

#### Bavière divisée (1349-1505)

##### Haute-Bavière (1349-1363)
| Portrait | Nom (dates)                         | Époux                                                                                 | Titres | Eléments biographiques |
| -------- | ----------------------------------- | ------------------------------------------------------------------------------------- | --- | --- |
|          | Marguerite de Carinthie (1318-1369) | - Jean-Henri de Moravie (mariage en 1330) - Louis V de Bavière (mariage en 1341)      | - Comtesse de Tyrol (de plein droit, 1335-1363) - Margravine de Brandebourg (1341-1351) - Co-duchesse de Bavière (1347-1349) - Co-duchesse (1349-1351) puis duchesse de Haute-Bavière (1351-1361) | - Princesse de la Maison de Goritz. Fille d'Henri de Goritz et d'Adélaïde de Brunswick-Grubenhagen. - Mère de Meinhard III de Bavière. |
|          | Marguerite de Habsbourg (1346-1366) | - Meinhard III de Bavière (mariage en 1359) - Jean-Henri de Moravie (mariage en 1364) | - Duchesse de Haute-Bavière (1361-1363) - Margravine de Moravie (1364-1366) | - Princesse de la Maison de Habsbourg. Fille d'Albert II d'Autriche et de Jeanne de Ferrette.                                          |

##### Bavière-Straubing (1349-1425)
| Portrait | Nom (dates)                         | Époux                                                                          | Titres | Eléments biographiques | Armoiries |
| -------- | ----------------------------------- | ------------------------------------------------------------------------------ | --- | --- | --------- |
|          | Maud de Lancastre (1340-1362)       | - Ralph Stafford - Guillaume III de Hainaut (mariage en 1352)                  | - Duchesse de Bavière-Straubing (1352-1362) - Comtesse de Hollande et de Zélande (1354-1362) - Comtesse de Hainaut (1356-1362) | - Princesse de la Maison Plantagenêt. Fille d'Henri de Grosmont et d'Isabelle de Beaumont.                                                        |           |
|          | Marguerite de Clèves (1375-1411)    | - Albert Ier de Hainaut (mariage en 1394)                                      | - Duchesse de Bavière-Straubing, comtesse de Hainaut et de Hollande (1394-1404)                                                | - Princesse de la Maison de la Marck. Fille d'Adolphe III de La Marck et de Marguerite de Juliers.                                                |           |
|          | Marguerite de Bourgogne (1374-1441) | - Guillaume IV de Hainaut (mariage en 1385)                                    | - Duchesse de Bavière-Straubing, comtesse de Hainaut, de Hollande et de Zélande (1404-1417)                                    | - Princesse de la Maison de Valois-Bourgogne. Fille de Philippe II de Bourgogne et de Marguerite III de Flandre. - Mère de Jacqueline de Hainaut. |           |
|          | Élisabeth de Goerlitz (1390- 1451)  | - Antoine de Brabant (mariage en 1409) - Jean III de Bavière (mariage en 1418) | - Duchesse de Brabant (1409-1415) - Duchesse engagère de Luxembourg (1411-1441) - Duchesse de Bavière-Straubing (1418-1424)    | - Princesse de la Maison de Luxembourg. Fille de Jean de Goerlitz et de Catherine de Mecklembourg-Schwerin.                                       |           |

##### Bavière-Landshut (1349-1503)
| Portrait | Nom (dates)                       | Époux                                      | Titres                                        | Eléments biographiques |
| -------- | --------------------------------- | ------------------------------------------ | --------------------------------------------- | --- |
|          | Anne de Neuffen (?-1381)          | - Frédéric de Bavière (mariage en 1360)    | - Co-duchesse de Bavière-Landshut (1375-1381) | - Princesse de la Maison de Neuffen. Fille de Berthold VII de Neuffen.                                                                                              |
|          | Catherine de Goritz (1346-1391)   | - Jean II de Bavière (mariage en 1360)     | - Co-duchesse de Bavière-Landshut (1375-1392) | - Princesse de la Maison de Goritz. Fille de Meinhard VI de Goritz. - Mère d'Ernest de Bavière, de Guillaume III de Bavière et de Sophie de Bavière.                |
|          | Taddea Visconti (1351-1381)       | - Étienne III de Bavière (mariage en 1364) | - Co-duchesse de Bavière-Landshut (1375-1381) | - Princesse de la Famille Visconti. Fille de Barnabé Visconti et de Reine della Scala. - Mère de Louis VII de Bavière et d'Isabeau de Bavière.                      |
|          | Maddalena Visconti (1366-1404)    | - Frédéric de Bavière (mariage en 1381)    | - Co-duchesse de Bavière-Landshut (1381-1393) | - Princesse de la Famille Visconti. Fille de Barnabé Visconti et de Reine della Scala. - Mère d'Henri XVI de Bavière.                                               |
|          | Marguerite d'Autriche (1395-1447) | - Henri XVI de Bavière (mariage en 1412)   | - Duchesse de Bavière-Landshut (1412-1447)    | - Princesse de la Maison de Habsbourg. Fille d'Albert IV d'Autriche et de Jeanne-Sophie de Bavière. - Mère de Jeanne de Bavière-Landshut et de Louis IX de Bavière. |
|          | Amélie de Saxe (1436-1501)        | - Louis IX de Bavière (mariage en 1452)    | - Duchesse de Bavière-Landshut (1452-1479)    | - Princesse de la Maison de Wettin. Fille de Frédéric II de Saxe et de Marguerite d'Autriche. - Mère de Georges de Bavière et de Marguerite de Bavière.             |
|          | Edwige Jagellon (1457-1502)       | - Georges de Bavière (mariage en 1475)     | - Duchesse de Bavière-Landshut (1479-1502)    | - Princesse de la Maison Jagellon. Fille de Casimir IV Jagellon et d'Élisabeth de Habsbourg.                                                                        |

##### Bavière-Ingolstadt (1392-1447)
| Portrait | Nom (dates)                     | Époux                                                                                 | Titres                                                                         | Eléments biographiques                                                                             |
| -------- | ------------------------------- | ------------------------------------------------------------------------------------- | ------------------------------------------------------------------------------ | -------------------------------------------------------------------------------------------------- |

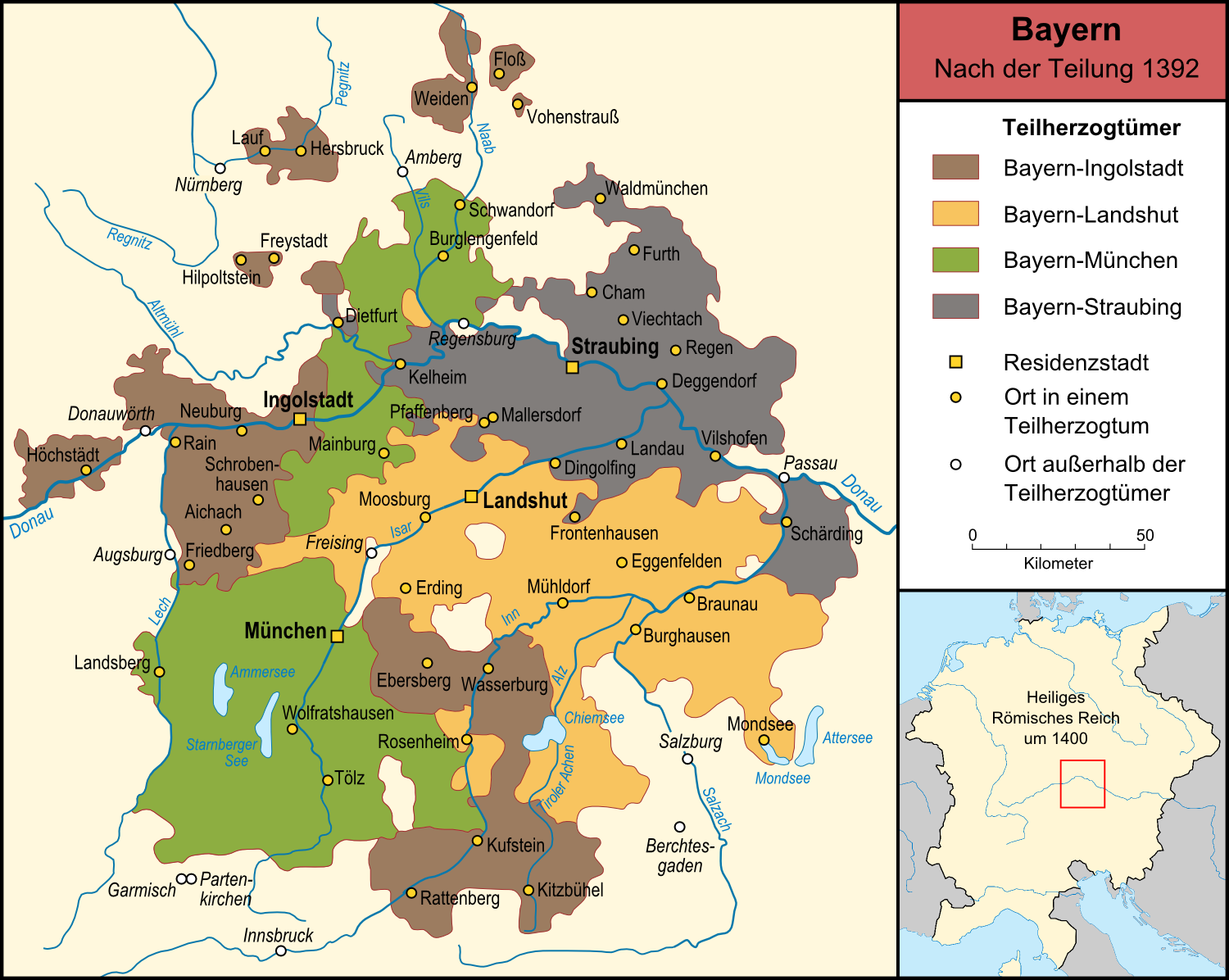
La Bavière en 1392, divisée entre quatre branches de la maison de Wittelsbach.

|          | Élisabeth de Clèves (1378-1439) | - Reinold von Valkenburg (mariage en 1393) - Étienne III de Bavière (mariage en 1401) | - Duchesse de Bavière-Ingolstadt (1401-1413)                                   | - Princesse de la Maison de la Marck. Fille d'Adolphe III de La Marck et de Marguerite de Juliers. |
|          | Catherine d'Alençon (1396-1462) | - Pierre de Navarre (mariage en 1411) - Louis VII de Bavière (mariage en 1413)        | - Comtesse de Mortain (1411-1412) - Duchesse de Bavière-Ingolstadt (1413-1447) | - Princesse de la Maison de Valois-Alençon. Fille de Pierre II d'Alençon et de Marie Chamaillard.  |

##### Bavière-Munich (1392-1505)
| Portrait | Nom (dates)                               | Époux | Titres | Eléments biographiques | Armoiries |
| -------- | ----------------------------------------- | --- | --- | --- | --------- |
|          | Élisabeth Visconti (1374-1432)            | - Ernest de Bavière (mariage en 1395)                                                                       | - Duchesse de Bavière-Munich (1397-1432)                                                                                     | - Princesse de la Famille Visconti. Fille de Barnabé Visconti et de Reine della Scala. - Mère d'Albert III de Bavière. |           |
|          | Marguerite de Clèves (1416-1444)          | - Guillaume III de Bavière (mariage en 1433) - Ulrich V de Wurtemberg (mariage en 1441)                     | - Duchesse de Bavière-Munich (1433-1435) - Comtesse de Wurtemberg (1441-1442) - Comtesse de Wurtemberg-Stuttgart (1442-1444) | - Princesse de la Maison de la Marck. Fille d'Adolphe Ier de Clèves et de Marie de Bourgogne. - Mère d'Adolphe de Bavière. |           |
|          | Anne de Brunswick-Grubenhagen (1414-1474) | - Albert III de Bavière (mariage en 1437) - Frédéric III de Brunswick-Calenberg-Göttingen (mariage en 1463) | - Duchesse de Bavière-Munich (1437-1460)                                                                                     | - Princesse de la Maison de Brunswick. Fille d'Éric de Brunswick-Grubenhagen et d'Élisabeth de Brunswick-Göttingen. - Mère de Jean IV de Bavière, de Sigismond de Bavière, de Marguerite de Bavière, d'Élisabeth de Bavière et d'Albert IV de Bavière.                              |           |
|          | Cunégonde d'Autriche (1465-1520)          | - Albert IV de Bavière (mariage en 1487)                                                                    | - Duchesse de Bavière-Munich (1487-1505) - Duchesse de Bavière (1505-1508) - Régente de Bavière (1508-1511)                  | - Princesse de la Maison de Habsbourg. Fille de Frédéric III du Saint-Empire et d'Eléonore de Portugal. - Mère de Sidonie de Bavière, de Sibylle de Bavière, de Sabine de Bavière, de Guillaume IV de Bavière, de Louis X de Bavière, d'Ernest de Bavière et de Suzanne de Bavière. |           |

#### Bavière unie (1505-1623)
| Portrait | Nom (dates)                                | Époux                                         | Titres | Eléments biographiques | Armoiries |
| -------- | ------------------------------------------ | --------------------------------------------- | --- | --- | --------- |
|          | Cunégonde d'Autriche (1465-1520)           | - Albert IV de Bavière (mariage en 1487)      | - Duchesse de Bavière-Munich (1487-1505) - Duchesse de Bavière (1505-1508) - Régente de Bavière (1508-1511) | - Princesse de la Maison de Habsbourg. Fille de Frédéric III du Saint-Empire et d'Aliénor de Portugal. - Mère de Sidonie de Bavière, de Sibylle de Bavière, de Sabine de Bavière, de Guillaume IV de Bavière, de Louis X de Bavière, d'Ernest de Bavière et de Suzanne de Bavière. |           |
|          | Marie-Jacobée de Bade-Sponheim (1507-1580) | - Guillaume IV de Bavière (mariage en 1522)   | - Duchesse de Bavière (1522-1550)                                                                           | - Princesse de la Maison de Zähringen. fille de Philippe Ier de Bade et d'Élisabeth du Palatinat. - Mère d'Albert V de Bavière et de Mathilde de Bavière. |           |
|          | Anne d'Autriche (1528-1590)                | - Albert V de Bavière (mariage en 1546)       | - Duchesse de Bavière (1550-1579)                                                                           | - Princesse de la Maison de Habsbourg. Fille de Ferdinand Ier du Saint-Empire et d'Anne Jagellon. - Mère de Guillaume V de Bavière, de Ferdinand de Bavière, de Marie-Anne de Bavière, de Maximilienne-Marie de Bavière et d'Ernest de Bavière.                                    |           |
|          | Renée de Lorraine (1544-1602)              | - Guillaume V de Bavière (mariage en 1568)    | - Duchesse de Bavière (1579-1597)                                                                           | - Princesse de la Maison de Lorraine. Fille de François Ier de Lorraine et de Christine de Danemark. - Mère de Maximilien Ier de Bavière, de Marie-Anne de Bavière, de Philippe-Guillaume de Bavière, de Ferdinand de Bavière, d'Albert VI de Bavière et de Madeleine de Bavière.  |           |
|          | Élisabeth de Lorraine (1574-1635)          | - Maximilien Ier de Bavière (mariage en 1595) | - Duchesse (1597-1623) puis électrice (1623-1635) de Bavière - Électrice palatine (1623-1635)               | - Princesse de la Maison de Lorraine. Fille de Charles III de Lorraine et de Claude de France. |           |

### Électorat de Bavière (1623-1806)
| Portrait | Nom (dates)                                          | Époux                                                                                             | Titres | Eléments biographiques | Armoiries |
| -------- | ---------------------------------------------------- | ------------------------------------------------------------------------------------------------- | --- | --- | --------- |
|          | Élisabeth de Lorraine (1574-1635)                    | - Maximilien Ier de Bavière (mariage en 1595)                                                     | - Duchesse (1597-1623) puis électrice (1623-1635) de Bavière - Électrice palatine (1623-1635)                                                 | - Princesse de la Maison de Lorraine. Fille de Charles III de Lorraine et de Claude de France. |           |
|          | Marie-Anne d'Autriche (1610-1665)                    | - Maximilien Ier de Bavière (mariage en 1635)                                                     | - Électrice de Bavière (1635-1651) - Électrice palatine (1635-1648)                                                                           | - Princesse de la Maison de Habsbourg. Fille de Ferdinand III de Habsbourg et de Marie-Anne de Bavière. - Mère de Ferdinand-Marie de Bavière. |           |
|          | Henriette-Adélaïde de Savoie (1636-1676)             | - Ferdinand-Marie de Bavière (mariage en 1652)                                                    | - Électrice de Bavière (1652-1676) | - Princesse de la Maison de Savoie. Fille de Victor-Amédée Ier de Savoie et de Christine de France. - Mère de Marie-Anne de Bavière, de Maximilien-Emmanuel de Bavière, de Joseph-Clément de Bavière et de Violante-Béatrice de Bavière.                                                   |           |
|          | Marie-Antoinette d'Autriche (1669-1692)              | - Maximilien-Emmanuel de Bavière (mariage en 1685)                                                | - Princesse héritière d'Espagne (de plein droit, 1673-1692) - Électrice de Bavière (1685-1692)                                                | - Princesse de la Maison de Habsbourg. Fille de Léopold Ier du Saint-Empire et de Marguerite-Thérèse d'Autriche. - Mère de Joseph-Ferdinand de Bavière. |           |
|          | Thérèse-Cunégonde Sobieska (1676-1730)               | - Maximilien-Emmanuel de Bavière (mariage en 1695)                                                | - Électrice de Bavière (1695-1726) | - Princesse de la Maison Sobieski. Fille de Jean III Sobieski et de Marie-Casimire-Louise de La Grange d'Arquien. - Mère de Charles VII du Saint-Empire, de Ferdinand-Marie-Innocent de Bavière, de Clément-Auguste de Bavière et de Jean-Théodore de Bavière.                             |           |
|          | Marie-Amélie d'Autriche (1701-1756)                  | - Charles VII du Saint-Empire (mariage en 1722)                                                   | - Électrice de Bavière (1726-1745) - Impératrice du Saint-Empire, reine de Germanie et de Bohême (1741-1745)                                  | - Princesse de la Maison de Habsbourg. Fille de Joseph Ier du Saint-Empire et de Wilhelmine-Amélie de Brunswick-Lunebourg. - Mère de Marie-Antoinette de Bavière, de Thérèse-Bénédicte de Bavière, de Maximilien III Joseph de Bavière, de Marie-Anne de Bavière et de Josépha de Bavière. |           |
|          | Marie-Anne de Saxe (1728-1797)                       | - Maximilien III Joseph de Bavière (mariage en 1747)                                              | - Électrice de Bavière (1747-1777) | - Princesse de la Maison de Wettin. Fille d'Auguste III de Pologne et de Marie-Josèphe d'Autriche. |           |
|          | Élisabeth-Auguste de Palatinat-Soulzbach (1721-1794) | - Charles-Théodore de Bavière (mariage en 1742)                                                   | - Marquise de Berg-op-Zoom (1742-1794) - Électrice palatine (1742-1777) puis comtesse palatine (1777-1794) - Électrice de Bavière (1777-1794) | - Princesse de la Maison de Wittelsbach. Fille de Joseph Charles de Palatinat-Soulzbach et d'Élisabeth-Auguste de Palatinat-Neubourg. |           |
|          | Marie-Léopoldine de Modène (1776-1848)               | - Charles-Théodore de Bavière (mariage en 1795) - Louis-Joseph d'Arco-Zinneberg (mariage en 1804) | - Électrice de Bavière et comtesse palatine (1795-1799) - Comtesse d'Arco-Zinneberg (1804-1848)                                               | - Princesse de la Maison de Habsbourg-Este. Fille de Ferdinand d'Autriche-Este et de Marie-Béatrice d'Este. |           |
|          | Caroline de Bade (1776-1841)                         | - Maximilien Ier de Bavière (mariage en 1797)                                                     | - Électrice (1799-1806) puis reine de Bavière (1806-1825)                                                                                     | - Princesse de la Maison de Bade. Fille de Charles-Louis de Bade et d'Amélie de Hesse-Darmstadt. - Mère d'Élisabeth de Bavière, d'Amélie de Bavière, de Sophie de Bavière, de Marie de Bavière et de Ludovica de Bavière.                                                                  |           |

### Royaume de Bavière (1806-1918)
| Portrait | Nom (dates)                                | Époux                                         | Titres                                                    | Eléments biographiques | Armoiries |
| -------- | ------------------------------------------ | --------------------------------------------- | --------------------------------------------------------- | --- | --------- |

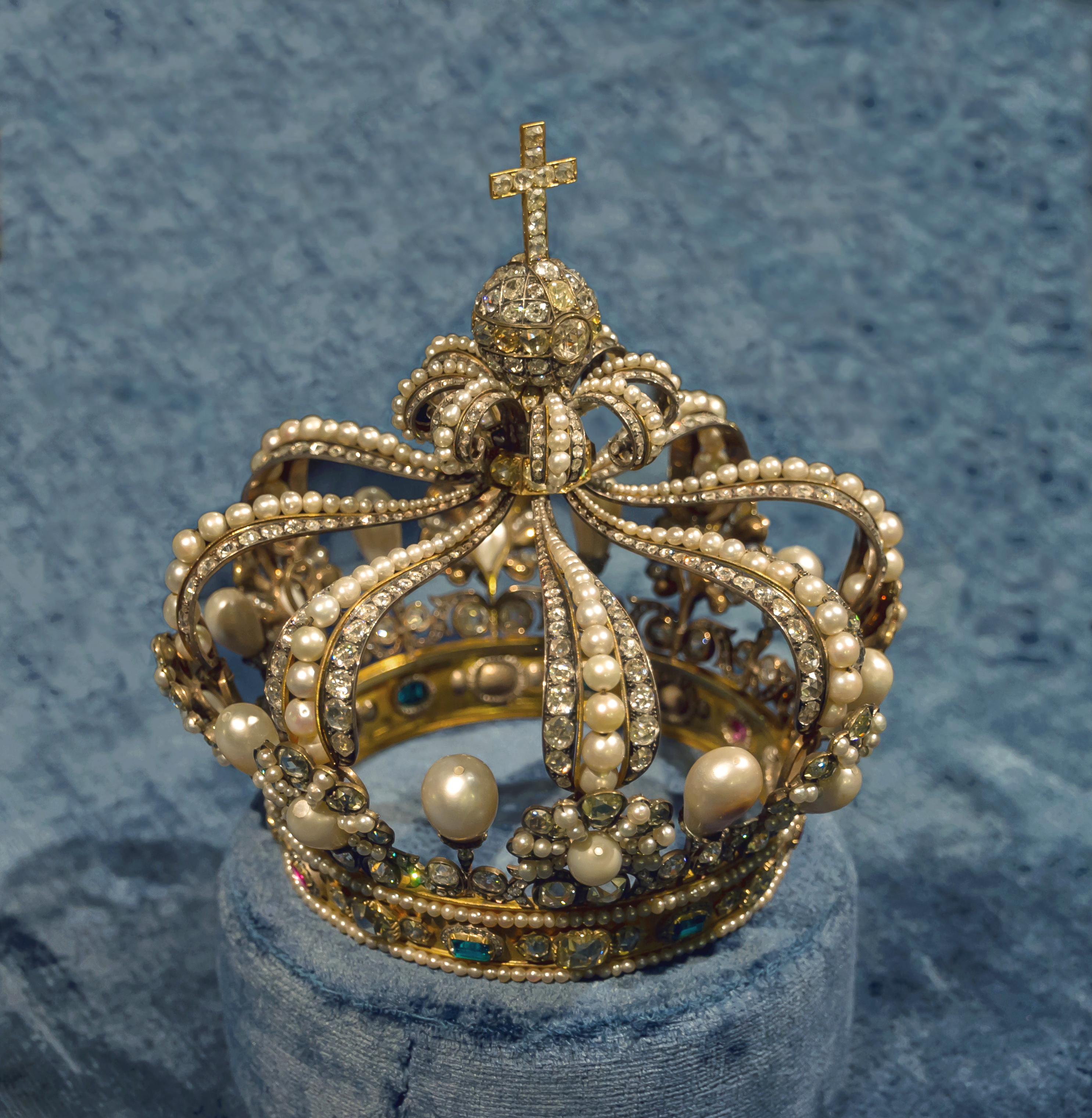
Couronne des reines de Bavière, Schatzkammer Residenz, Munich

|          | Caroline de Bade (1776-1841)               | - Maximilien Ier de Bavière (mariage en 1797) | - Électrice (1799-1806) puis reine de Bavière (1806-1825) | - Princesse de la Maison de Bade. Fille de Charles-Louis de Bade et d'Amélie de Hesse-Darmstadt. - Mère d'Élisabeth de Bavière, d'Amélie de Bavière, de Sophie de Bavière, de Marie de Bavière et de Ludovica de Bavière. |           |
|          | Thérèse de Saxe-Hildburghausen (1792-1854) | - Louis Ier de Bavière (mariage en 1810)      | - Reine de Bavière (1825-1848)                            | - Princesse de la Maison de Wettin. Fille de Frédéric Ier de Saxe-Hildburghausen et de Charlotte de Meklembourg-Strelitz. - Mère de Maximilien II de Bavière, de Mathilde de Bavière, d'Othon Ier de Grèce, de Luitpold de Bavière, d'Adelgonde de Bavière, d'Hildegarde de Bavière, d'Alexandra de Bavière et d'Adalbert de Bavière. |           |
|          | Marie de Prusse (1825-1889)                | - Maximilien II de Bavière (mariage en 1842)  | - Reine de Bavière (1848-1864)                            | - Princesse de la Maison de Hohenzollern. Fille de Guillaume de Prusse et de Marie-Anne-Amélie de Hesse-Hombourg. - Mère de Louis II de Bavière et d'Othon Ier de Bavière. |           |
|          | Marie-Thérèse de Modène (1849-1919)        | - Louis III de Bavière (mariage en 1868)      | - Reine de Bavière (1913-1918)                            | - Princesse de la Maison de Habsbourg-Este. Fille de Ferdinand-Charles-Victor d'Autriche-Este et d'Élisabeth de Habsbourg-Hongrie. - Mère de Rupprecht de Bavière, d'Adelgonde de Bavière, de Marie de Bavière, de Charles de Bavière, de François de Bavière, de Mathilde de Bavière, de Wolfgang de Bavière, d'Hildegarde de Bavière, de Notburga de Bavière, de Wiltrud de Bavière, d'Helmtrud de Bavière, de Dietlinde de Bavière et de Gundelinde de Bavière. |           |